# Ernst Reiss
Ernst Reiss (ur. 24 lutego 1920 w Davos, zm. 3 sierpnia 2010 w Bazylei) – szwajcarski wspinacz.
On i Fritz Luchsinger byli pierwszymi zdobywcami Lhotse (8516 m – czwarty szczyt świata) w Himalajach (18 maja 1956 r.).

## Publikacje
- Mein Weg als Bergsteiger. Frauenfeld: Huber 1959